# 克雷克島
克雷克島是俄羅斯的島嶼，屬於法蘭士約瑟夫地群島的一部分，位於傑克遜島以西3.5公里，由阿爾漢格爾斯克州負責管轄，最高點海拔高度33米。